# 致命檔案
《致命檔案》（英語：Hidden Agenda）是一部1990年英國政治驚悚片，由肯·洛區執導，法蘭西絲·麥朵曼、布萊恩·考克斯、布拉德·道里夫等人主演。本片獲得了第43屆坎城影展評審團獎。

## 演員
- 法蘭西絲·麥朵曼 飾 英格莉·傑斯納（Ingrid Jessner）
- 布萊恩·考克斯 飾 彼得·凱利根（Peter Kerrigan）
- 布拉德·道里夫 飾 保羅·蘇利文（Paul Sullivan）
- Maurice Roëves 飾 Captain Harris
- 伊恩·麥克爾希尼（英语：Ian McElhinney） 飾 傑克·康寧漢（Jack Cunningham）
- 梅·柴特林（英语：Mai Zetterling） 飾 Moa

## 獎項
- 1990年，第43屆坎城影展評審團獎。[1]

## 外部連結
- 互联网电影数据库（IMDb）上《致命檔案》的资料（英文）
- 爛番茄上《致命檔案》的資料（英文）
- Box Office Mojo上《致命檔案》的資料（英文）
- 開眼電影網上《致命檔案》的資料（繁體中文）
- 豆瓣电影上《致命檔案》的資料 （简体中文）